# Левочський потік
Левочський потік (словац. Levočský potok) — річка в Словаччині, ліва притока Горнаду, протікає в округах Левоча і Спішска Нова Вес.
Довжина — 27 км.
Витік знаходиться в масиві Левоцькі гори на висоті 940 метрів; протікає через місто Левочу і село Гаріховце. Впадає потік Бицир.
Впадає у Горнад біля села Маркушовце на висоті 420 метрів.